# Georg Franz Ebenhoch von Hocheneben
Georg Franz Ebenhoch von Hocheneben (* 5. Juni 1653 in Breitenbrunn) war Jurist und Burggraf der Passauer Herrschaft Vichtenstein in Oberösterreich, danach Pfleger und Verwalter der Graf Lodron´schen Herrschaft Gmünd in Kärnten und Sommeregg und erhielt 1702 den erbländisch-österreichischen Adelstand mit dem Prädikat „von Hocheneben“.

## Leben
Georg Franz Ebenhoch war ein Sohn des Johann Stephan Ebenhöch (* 1623; † vor 1686, Verwalter der Reichsgrafschaft Breitenegg) und dessen Ehefrau Maria Ursula Hafner (1630–1686) und ein Enkel des Leonhard Ebenhöch (* 1595, † nach 1669), kurfürstlich bayerischer Umgelder und Bürgermeister in Hohenfels (Oberpfalz). Die Pfalzgräfliche Herrschaft „Zum Hohenfels“ war 1538 bis 1626 evangelisch-lutherischen Glaubens. Dort ansässige Ebenhöch konvertierten mit den Einwohnern des Marktortes Hohenfels in der Rekatholisierung während des Dreißigjährigen Krieges (1618–1648) zum römisch-katholischen Glauben. Georg Franz Ebenhöch (Ebenhoch) wurde Doktor beider Rechte, war Advokat in Linz und verwaltete als fürstbischöflicher Geheimrat 1661 bis 1691 die Grundherrschaft Vichtenstein des Bistums Passau und war auf Burg Vichtenstein ansässig. Nach seiner Erhebung in den erbländisch-österreichischen Adelstand am 1. Februar 1702 in Wien mit dem Prädikat "von Hocheneben" war er Pfleger der Grundherrschaft in Gmünd mit den Herrschaftssitzen auf Burg Gmünd, Neues Schloss (Gmünd in Kärnten) und Burg Sommeregg in Kärnten. Er wurde im Stift Millstatt zur Grabe gelegt.
Georg Franz Ebenhoch von Hocheneben ehelichte 1676 (Stift Sankt Florian (Linz Land)) Maria Helene Ebmaier und hatte die Tochter Maria (verstorben 1681 St. Florian) und die zwei Söhne Georg Franz, 1697 Student in Salzburg, 1702 Doktor beider Rechte, und Franz Anton (getauft Passau (Dompfarrei) 1688), Student in Salzburg und Mitglied des Collegium Mariano-Londronum.

## Quelle
Helene Bruscha: Erweitertes, maschinenschriftliches Manuskript aus dem Jahr 1991 zu der „Stammfolge der Ebenhöch, Ebenhöh und Ebenhoch von Hocheneben aus Hohenfels in der Oberpfalz“ 1975, Deutsches Geschlechterbuch, Starke Verlag Limburg an der Lahn mit 182 Seiten. Kopien im:
- Wiener Stadt- und Landesarchiv, Rathaus Wien
- Bischöfliches Zentralarchiv Regensburg, Signatur 161 Bestand Manuskripte
- Bibliothek Bayerischer Landesverein für Familienkunde e.V. München, Ludwigstraße 14/1.